# Даллии
Даллии (лат. Dallia) — род лучепёрых рыб семейства щуковых.

## Описание
Тело покрыто чешуёй (не более 80 поперечных рядов). Грудные плавники закруглённые, очень широкие. Анальный плавник по длине равен спинному. Боковая линия неполная.

## Образ жизни
Пресноводные рыбы. Обитают в небольших речках, озёрах и болотах; в период размножения перемещаются по ручьям. Даллии питаются различными беспозвоночными, главным образом личинками комаров. На зиму они закапываются в ил и часто вмерзают в лёд. Обмерзая снаружи, даллии могут оставаться живыми до тех пор, пока не промёрзнут полостные жидкости.
Теплокровны: разница температуры тела даллии и окружающей воды может составлять 10 и более градусов
Даллиевые встречаются только на Чукотском полуострове (Россия) и на Аляске (США).

## Классификация
В состав рода включают 3 вида:
- Амгуэмская даллия (Dallia admirabilis Chereshnev, 1980)
- Пильхыкайская даллия (Dallia delicatissima Smitt, 1881)
- Даллия (Dallia pectoralis Bean, 1880)